# 中国語版ウィキペディア
中国語版ウィキペディア（ちゅうごくごばんウィキペディア、繁体字中国語: 中文維基百科、簡体字中国語: 中文维基百科）は、中国語（標準中国語）で編集され、ウィキメディア財団によって運営されるウィキペディアである。
2002年10月に始まり、中国語版ウィキペディアは2006年11月12日、総記事数が10万を突破した。記事数は現在140万項目以上に達し、アジアでは日本語版を超え、最も多い記事数である。2015年5月以降、中国大陸からアクセスがブロックされており(中国大陸におけるウィキペディアへのアクセス封鎖)、ブロックの影響を受けていない台湾・香港で主に使われ（70%以上）、他各国に住む中国語を理解できる華僑・華人などにより利用されている。

## 名称
ウィキペディアの中国語での名称は投票に従い、2003年の10月21日に決定された。維基百科という名称は「ウィキ百科事典」という意味である。中国語の「ウィキ」は二文字からなり、本来は単なる音訳（転写）ではあるが、「維」の元々の意味は物体を繋ぐ縄や網のことでインターネットにも関係があり、「基」は建物の基礎や一般的には物事の基本的な側面という意味がある。その為、名称は人類の基本的な知識を繋げる百科事典であると解釈できる。ウィキ技術に対する中国語訳は「維基」ではなく「維客」、「囲紀」、「快紀」、「共筆」等が使われる。
中国語版ウィキペディアには「海納百川、有容乃大」という副題がある。これは清の官吏であった林則徐の「海納百川、有容乃大。壁立千仞、無欲則剛」（海は百川を納め、容の大なる有り。壁は千仞に立ちて、無欲則ち剛なり／海は数え切れない程多くの川を呑み込み、それは広大である。壁は測り切れない程に高く、それは無欲故に強靭である）という対句の前半部分である。

## コミュニティ
中国語版ウィキペディアには多様な背景を持った人々が参加している。2005年5月の統計によると、46%のユーザーが中国大陸（中華人民共和国）から接続していて、22%が北アメリカから、12%が台湾（中華民国）から、9%が中国香港（中華人民共和国）から、3%が日本から、3%がヨーロッパから、2%が東南アジアからである。参加者の地理的な分布に起因して、中国語版ウィキペディアでは中国に関する項目が特に詳しく記述されている。地域内の傾向としては、中国語版ウィキペディアでは経済格差が反映されていて、台湾、香港、そして中国大陸でも富裕な東海岸の省に関する項目がより詳細になっている。
一方、後述の通り中華人民共和国では中国語版を含むウィキメディアサイトへのアクセス遮断を繰り返し実施しており、近年では永続的な遮断状態が続いているため、台湾・香港など遮断の影響を受けない地域からの利用が中心となっている。
参加者の出身地に起因して、中国語版ウィキペディアでの一番の議論の的は六四天安門事件、台湾独立運動、法輪功などに関する項目である。対照的に、パレスチナ問題などの議論はそれほど物議をかもしてはいない。
2008年4月の時点で中国語版ウィキペディアには91人の管理者がいる（うち9人がビューロクラット）。30人は中国大陸に住んでいて、台湾に19人、香港に17人、マカオに4人、ドイツに1人、スウェーデンに1人、アメリカに9人、カナダに5人、オーストラリアに2人、日本に1人で、残りの2人ははっきりとしていない。
これまで、中国語版ウィキペディアンは以下のオフラインミーティングを開いている：
- 北京（2004年7月25日）
- 台北（2004年9月4日)
- 台北（2004年12月4日)
- 北京（2004年12月5日)
- 台北（2005年3月5日)
- 上海（2005年3月6日)
- 台北（2005年7月25日)
- 新竹（2005年9月3日)
- 香港（2005年9月18日、中国語版と英語版の両方）
- 上海（2005年11月5日)
- 北京（2005年11月14日)
- 新北（2005年12月10日、淡水区）
- 香港（2006年1月21日)
- 台南（2006年2月3日）
- 台北（2006年4月9日）
- 香港（2006年8月26日 - 27日、中文維基年會)

## 繁体字と簡体字の自動変換

### 当初の状況
当初、中国語版ウィキペディアはzh-cn（中国大陸）とzh-tw（台湾）の2つに分けられていた。一般的に、繁体字を使う地域（台湾・香港・マカオなど）の利用者はzh-twで編集するのに対し、簡体字を使う地域（中国大陸・シンガポール・マレーシアなど）の利用者はzh-cnで編集するため、多くの項目が2つの同等でない記事として並立する状態となった。例えばフランスの記事には繁体字（法國）と簡体字（法国）の2種類があった。
さらに問題が顕著となったのは、意思疎通がとれなかったことと体制が別々であったために、多くの記事の正式名称が地域間で大きく異なっていたことである。例えば、プリンターは中国大陸では打印机と呼ばれ、台湾では印表機と呼ばれている。また、サーバは中国大陸では服务器と呼ばれ、台湾では伺服器と呼ばれている。

### 解決策
プロジェクトのニアフォーキングを避けるために、2005年1月ごろ、中国語版ウィキペディアは、利用者の設定次第で異なる文字と正式名称をその利用者の地域に適したものに自動変換するサーバ側のメカニズムを提供し始めた。
利用者は以下の6つの地域の文体から1つを設定できる。
- zh-cn（大陆简体/大陸簡体、中国大陸）
- zh-hk（香港繁體/香港繁体、香港）
- zh-mo（澳門繁體/澳門繁体、マカオ）
- zh-my（大马简体/大馬簡体、マレーシア）
- zh-sg（新加坡简体/新加坡簡体、シンガポール）
- zh-tw（臺灣正體/台湾正体、台湾）

2013年には香港・マカオ向けのzh-hk（港澳繁體/港澳繁体）が2分割され、2018年6月28日にはマレーシア・シンガポール向けのzh-sg（马新简体/馬新簡体）が2分割された。
変換は管理者によって編集されるひと組の文字変換テーブルを通じてなされる。特別なウィキマークアップ構文で、編集者は記事の中の文書の特定の節のために変換テーブルを重ね処理することがある。
また、単純な文字変換として、
- zh-hans（简体、簡体字）
- zh-hant（繁體、繁体字）

もソフトウェア的には指定可能（アドレスバー等からの入力の場合）となっており、中国語版ウィクショナリーのメニューでは上のzh-cn/hk/mo/my/sg/twの代わりに実装されている。
さらに、記事名の変換は自動のリダイレクトが使われている。異なった文字と異なった訳で前もって名づけられた記事は統合され、繁体字と簡体字の両方の項目名からたどり着くことができる。この場合、日本語版においての（○○から転送）に相当する（重新導向自○○）/（重定向自○○）が表示されないことがある。

## 歴史
中国語版ウィキペディアは2001年5月に、12の他のウィキペディアと共に設立された。しかし、当初は中国語版ウィキペディアは漢字をサポートしておらず、全く百科事典的な内容はなかった。
2002年10月にGhyll（現 Mountain）が最初に漢字で、メインページを書いた。Mountainは中国語版ウィキペディアの最初のログインユーザでもある。2002年10月27日のソフトウェアアップデートで中国語が入力できるようになった。ドメインはzh.wikipedia.orgになった。2002年11月17日にMountainはComputer Science （計算機科学）の記事を计算机科学 に訳し、最初の本格的な百科事典の記事をつくった。
初期の中国語版ウィキペディアの記事は多くが英語版から訳されていた。最初の5人の管理者は Samuel、Menchi、Lorenzarius、Fomulax、Shizhaoで、2003年7月14日に就任した。それ以来、Shizhaoは特に多くの維持作業を実行したが、度々独断専行的なやり方で軋轢を起こした。ただし、2004年7月からの中国大陸におけるウィキペディアのブロックの解除や、2008年7月末の封鎖解除に彼らが貢献したわけではない。
ウィキペディアが最初に中国大陸の報道機関で紹介されたのは2003年10月20日の「中国コンピュータ教育」紙（中国電脳教育報）で、「私も百科事典を書いてみる」（我也来写百科全書）という記事に掲載された。2004年5月16日には、ウィキペディアは台湾の報道機関の中国時報紙で初めて報道された。それ以来、多くの新聞がウィキペディアを取り上げ、数人の管理者が記者によるインタビューを受けている。

### ウィキペディアのブロック
中華人民共和国と中国大陸のインターネットサービスプロバイダは、中国大陸で議論を巻き起こすようなインターネットサイトを検閲しており、ウィキメディアのサイトは繰り返し同国からのアクセスが遮断されている。
最初のブロックは2004年の6月2日から6月21日まで続いた。北京から中国語版ウィキペディアへの接続がブロックされたのは六四天安門事件から15周年のときであった。
これに関連して、5月31日にIDG News Serviceから記事が発行され、この抗議に対する中国語版ウィキペディアの対応が議論された。中国語版ウィキペディアには台湾などから寄稿された台湾独立に関する記事もある。中国語版ウィキペディアの最初のブロックから数日後、中国大陸ではすべてのウィキメディアのサイトがブロックされた。このブロックに対して、2人の管理者がブロックの解除を訴える準備をし、その地方のインターネットサービスプロバイダに提出するように頼んだ。そして全ウィキメディアのサイトは2004年の6月17日から6月21日の間ブロックが解除された。
最初のブロックは中国語版ウィキペディアの活気に影響を与えた。新規登録者数や新規記事数、編集数などの 様々な指標が大きく減少した。ある事例では、全ての指標で2004年5月の状態を取り戻すのに6から12ヶ月かかった。
次のそれほど重大ではない接続の停止は2004年9月23日から9月27日まで続いた。この4日間、中国大陸の一部の利用者でウィキペディアへの接続が不安定になったり利用できなくなったりした。このブロックは全体的なものではなく、中国大陸の一部の利用者はまったく影響を受けていない。このブロックの正確な理由は不明だが、公然と急進的な政治の議論が主催されていたために数週間前に閉鎖された人気の北京大学が管理しているBBSである一塌糊塗BBSの残骸にリンクされていたためだとされる。BBSからの避難民は中国語版ウィキペディアに流れ着いた。中国語版ウィキペディアは再び地方のISPに異議申立ての準備をしたが、異議申立てが実際に出される前にブロックが解除された。理由は不明。
3度目のブロックは2005年の10月19日に始まった。中国語版ウィキペディアで運営されている状況ページによると、フロリダと韓国のサーバはブロックされているが、パリとアムステルダムのサーバはブロックされなかった。中国大陸中の編集者の多くがプロキシサーバを使ったウィキペディアにしか接続できないと報告しているが、プロキシを使わないでウィキペディアに接続できるという単独の報告もある。このブロックは2006年11月9日まで続いた。
4度目のブロックは2006年の11月17日に始まり、2007年7月24日まで続いた。この期間中8日間アクセスが可能になったことがあり、グレート・ファイアウォールのバージョンアップによるものである可能性があるが、詳細は不明である。
2007年6月15日、韓国にあるウィキペディアのサーバーへのIPフィルタリングが外れ、中国語版以外のウィキペディアへのアクセスが可能になった。2007年7月21日から中国大陸の一部の地域よりのアクセスができるようになった。2007年7月24日、米国にあるウィキペディアのサーバーへのIPフィルタリングが外れた。
しかしそれは一時的なものにすぎず、7月25日18時（中国標準時）からまたブロックされた。
5度目のブロックは2007年7月30日まで続いた。ただし、アクセスは極めて不安定であり、プロキシなしにzh:中国国旗・zh:中文维基百科などのセンシティブな項目へのアクセスはできない。
6度目のブロックは2007年の8月2日に始まった。北京五輪の開催を前に、2008年7月31日突然フィルタリングが外れた。
その後もアクセスは依然として不安定な状況が続き、特に2019年からは中国語版を含む全てのウィキメディア・プロジェクトへのアクセスが規制された状態となっている。

### 香港国家安全維持法の影響
先述の通り、ウィキペディアは中国本土でアクセス封鎖を受けているが、アクセス封鎖をかいくぐって参加する中国人ウィキペディアンも多く存在した。しかしHong Kong Free Pressの報道によると、2020年に香港国家安全維持法が香港において施行され、2021年6月に蘋果日報が事実上の廃刊に追い込まれて以降、特に2019年-2020年香港民主化デモに関する記事の執筆をめぐって香港人ウィキペディアンらは信用のおける情報源の確保に支障をきたすようになった。その混乱に乗じて一部の中国人ウィキペディアンらは、記事の情報源を中国国営メディアに差し替え、中立的であるべきウィキペディア上で中国の公式見解に沿ったプロパガンダを流布しようとし、香港人ウィキペディアンらとウィキペディアのノートページ上で激しい論争や、記事の編集合戦を繰り広げたほか、管理者の選出を巡る問題も発生した。その過程で一部の中国人ウィキペディアンと思われる人物が外部のSNSに、対立する香港人ウィキペディアンらを香港国家安全維持法違反で香港警察に通報するなどと脅迫する書き込みを行った。なお、ウィキメディア財団は香港国家安全維持法施行後、「香港当局からの要請に応じて財団がデータを提供することはない」と説明している。

### WMCメンバーの追放
先述の香港ユーザーとの確執や中国国内のウィキペディアン間の個人攻撃の激化などにより、ウィキメディア財団は調査を行った結果、2021年9月、「個人を特定できる情報にアクセスできる役職や選出された影響力のある組織を含むウィキメディアシステムへの侵入」に関するセキュリティリスクを特定し、他のウィキペディアンに対して「暴力をふるった」や「脅迫した」として、「Wikimedians of Mainland China」（WMC）というグループに属する中国人ウィキペディアン7人を全世界のウェブサイトから追放（グローバルロック）し、他の12人の中国人ウィキペディアンについては管理者などの権限を取り消す処分を行うという事態に発展した。

### 古代ロシア史関連記事の偽造
2022年6月、ある中国人は小説の取材のために中国語版ウィキペディアを読んだところ、記事「卡申銀礦」（古代ロシアのトヴェリ大公国、現在のカシン付近に位置したとされる銀山）が実在しないものではないかと疑い、Q&Aサイトで注意喚起をした。精査したところ、当該記事の作成者は古代ロシアの歴史に関する記事を4800回以上の編集を行い、206の新しい記事も作成したものの、ほとんどは内容が虚実混淆のものであり、同じ主題のロシア語版や英語版ウィキペディアの記事より遥かに詳しいという特徴があった。また、当該利用者は参考資料に関しても多くの偽造を行い、例えば参考資料とされる本や論文が存在するものの、ウィキペディアの記事に書いた内容は参考資料から読み取れないことが多かった。当該利用者は個人の利用者ページで「ロシア駐在の中国人外交官の娘」「大学時代はロシア史専攻」「ロシア人の妻でロシアに帰化した」と自称したが、これも偽造記事が発覚した後に「実際はロシアと何の縁もない高卒の主婦だ」と自白した。